# Jekaterina Samojlova

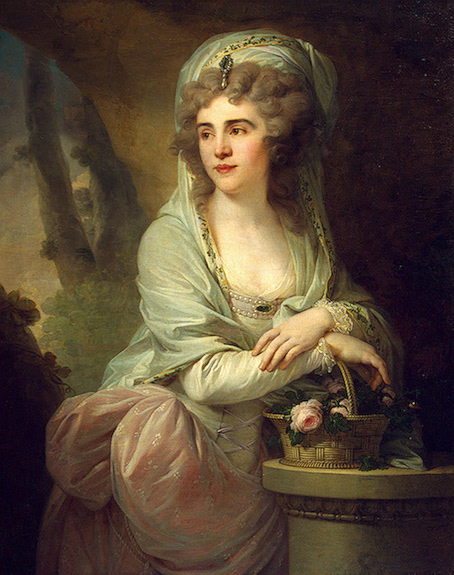
Jekaterina Samojlova

Jekaterina Samojlova, född 1763, död 1830, rysk hovdam. Hon var en uppmärksammad centralfigur inom den ryska aristokratin och nämns inom denna epoks litteratur. 
Dotter till prins Sergej Aleksejevitj Trubetskoj och Jelena Nesvitskaja.
Hovdam hos Katarina den stora från 1782. Gift 1786 med general greve Aleksandr Samojlov, brorson till den berömda Potemkin. Under kriget 1787-91 vistades hon med maken i högkvarteret i Bender, där hon tillägnades en dikt av furste de Ligne och ryktas ha haft ett förhållande med Potemkin. Hon var en centralfigur inom huvudstadens societet, sågs som ett skönhetsideal och var känd för sina kärleksaffärer ; en del av hennes barn sades inte vara makens. Hon var också en trendsättare inom mode och drog på sig stora skulder.
Samojlova är ofta omnämnd i tidsepokens memoarer och dagböcker.